# Mario Corso
Mario Corso (ur. 25 sierpnia 1941 w Weronie, zm. 20 czerwca 2020) – włoski piłkarz grający na pozycji pomocnika, następnie trener piłkarski.
Corso w latach 1958–1973 grał w Interze Mediolan, sięgając 4-krotnie po mistrzostwo Włoch (1963, 1965, 1966, 1971) oraz dwukrotnie po Puchar Mistrzów (1964, 1965) i Puchar Interkontynentalny (1964, 1965). Na zakończenie kariery grał w Genoi (1973–1975).
23 razy wystąpił w reprezentacji Włoch. Po zakończeniu kariery piłkarskiej został trenerem, m.in. Interu Mediolan w 1986 roku, bez zbytnich sukcesów.